# Унунлун
ГЕС Унунлун (乌弄龙电站) — гідроелектростанція на півдні Китаю у провінції Юньнань. Знаходячись перед ГЕС Ліді, станом на 2019 рік становить верхній ступінь каскаду на одній із найбільших річок Південно-Східної Азії Меконзі (басейн Південнокитайського моря). Надалі вище за течією заплановане будівництво нових гідроенергетичних об'єктів.
У межах проєкту річку перекрили греблею з ущільненого котком бетону заввишки 138 м та завдовжки 247 м, яка утримує водосховище з об'ємом 272 млн м3 (корисний об'єм 36 млн м3).
Споруджений у підземному виконанні пригреблевий машинний зал обладнають чотирма турбінами типу Френсіс потужністю по 247,5 МВт, які повинні забезпечувати виробництво 4,46 млрд кВт·год електроенергії на рік. Перший гідроагрегат ввели в дію у грудні 2018 року.